# Caulophacus scotiae
Caulophacus scotiae är en svampdjursart som beskrevs av Topsent 1910. Caulophacus scotiae ingår i släktet Caulophacus och familjen Rossellidae. Inga underarter finns listade i Catalogue of Life.